# Татаринов, Алексей Николаевич (генерал-майор)
Алексе́й Никола́евич Тата́ринов (1895—1978) — советский военный деятель, участник Гражданской и Великой Отечественной войн, генерал-майор береговой службы (4.06.1940).

## Биография
Татаринов Алексей Николаевич родился 17 [29] марта 1895 года в многодетной семье в городе Клинцы, ныне Брянской области. В 14 лет пошёл работать на завод.

### Участие в революции 1917 года
В 1915 году Татаринов был призван матросом на Русский императорский флот. С 1916 года учился в Машинной школе Балтийского Флота, по окончании которой назначен мотористом на учебное судно «Океан».
В 1917 году вступил в члены РСДРП(б).
Участвовал в Февральской революции 1917 года, с февраля по апрель 1917 года был комендантом Московско-Нарвского района Петрограда. В июле 1917 года Татаринов во главе отряда матросов, прибывших из Кронштадта, принял участие в демонстрации против Временного правительства. Был схвачен юнкерами и посажен в тюрьму «Кресты». В тюрьме присоединился к голодовке, которую организовал П. Е. Дыбенко.
В дни Октябрьской революции Татаринов участвовал в штурме Зимнего дворца, арестовывал министров Временного правительства.

### Участие в Гражданской войне 1918—1922 г.г.
С марта 1918 года по май 1919 года был командиром повстанческого отряда, а с мая по июль 1919 года — командиром эскадрона 5 отдельного кавалерийского полка Юго-Западного фронта.
В июле 1919 года был назначен комиссаром города Бердичева.
С сентября 1919 по июнь 1920 года командовал специальным матросским конным отрядом имени Ленина Южного фронта и был комендантом города Орла.
С июня по декабрь 1920 года был комиссаром управления служебной связи 57-й стрелковой дивизии, а затем комиссаром 88-го стрелкового полка Юго-Восточного фронта. Участвовал в боях с белополяками. В марте 1921 года был уволен в отпуск по ранению.
С июня по сентябрь 1921 года командовал сводным кавалерийским отрядом,
С сентября 1921 года по апрель 1922 года — оперуполномоченный по изъятию продналога в Волынской губернии.

### Период с 1922 по 1941 годы
С апреля по декабрь 1922 года назначен промстанции в г. Феодосии.
С декабря 1922 по май 1924 года командир и комиссар Черноморского флотского экипажа, с мая по ноябрь 1924 года — помощник начальника штаба СНиС Черноморского флота, с ноября 1924 по октябрь 1925 года — командир учебного отряда МСЧМ.
С октября 1925 по август 1927 года Татаринов проходил обучение на подготовительных курсах военно-морской академии, после чего был назначен начальником и комиссаром Высшего военно-морского инженерного училища имени т. Дзержинского в Ленинграде. За время его руководства в училище произошло слияние механического и электротехнического отделов, началась подготовка командиров электромеханических боевых частей кораблей. 27 апреля 1930 года училище было причислено к разряду высших учебных заведений.
С октября 1930 по март 1934 года А. Н. Татаринов — начальник и комиссар Военно-морского училища имени М. В. Фрунзе.
В марте 1934 года назначен заместителем командира Главного военного порта Черноморского флота.
С декабря 1935 года по июль 1938 года обучался на особом курсе Военно-морской академии имени К. Е. Ворошилова.
Недруги обвиняли Татаринова в малограмотности и несоответствии занимаемым должностям. Осенью 1938 года он был уволен в запас, однако в апреле 1939 года был восстановлен на службе и назначен командиром учебного отряда Балтийского флота, а в сентябре 1939 года — заместителем начальника Управление военно-морских учебных заведений (ВВМУЗ) Народного комиссариата Военно-Морского Флота.
9 апреля 1940 года присвоено звание комдив.

### Участие в Великой Отечественной войне
В Великую Отечественную войну вступил в прежней должности. В августе 1941 года был назначен заместителем командира Кронштадтской Военно-морской базы, а затем до июня 1942 года возглавлял Управление по формированию частей КБФ, которое отправило в этот период на сухопутный фронт более 20 тысяч человек. Участвовал в обороне Ленинграда, выполняя ответственные задания командования. В 1942 году был награждён орденом Красной Звезды.
С июля 1942 года по ноябрь 1944 года исполнял обязанности заместителя начальника Управления ВВМУЗ ВМФ, с ноября 1944 — помощника начальника по строевой части того же управления. Награждён орденами Красного Знамени и Отечественной войны 1 степени в 1944 году и орденом Ленина в 1945 году.

### В послевоенный период
После окончания войны оставался в прежней должности. В апреле 1946 года был назначен заместителем начальника Управления ВВМУЗ ВМФ.
В марте 1950 года получил назначение помощником начальника Военно-морской академии кораблестроения и вооружения имени А. Н. Крылова по строевой части, с марта 1952 года — заместитель начальника академии по организационно-строевой части — начальник строевого отдела.
7 мая 1952 года присвоено звание генерал-майор (в порядке переаттестации, до этого имел воинское звание генерал-майора береговой службы).
С декабря 1953 года в отставке.
Умер 16 марта 1978 года в Ленинграде. Похоронен на Серафимовском кладбище.

## Награды
- Орден Ленина (1945, 1967)
- Орден Октябрьской революции (28.03.1975)
- Орден Красного Знамени (1944, 1947)
- Орден Отечественной войны 1-й степени (1944, 1947)
- Орден Красной Звезды (1942)
- Медали

## Воинские звания
- комбриг (15.06.1936)
- комдив (9.04.1940)
- генерал-майор береговой обороны (4.06.1940)
- генерал-майор (7.05.1952)